# Ulla Poulsen Skou
Ulla Britta Poulsen Skou (døbt Ulla Britta Iversen, født 2. maj 1905 i København – død 21. april 2001 i Aalborg) var en dansk balletdanserinde og skuespillerinde. Hun var datter af snedker, senere kontorassistent Søren Iversen og dennes hustru Laura Christiane Hansen. I 1913 blev hun optaget på Det Kongelige Teaters balletskole, hvor hun blev oplært af blandt andre Hans Beck og Valborg Borchsenius. Sin debut fik hun i 1921 som Agnete i Agnete og Havmanden. I 1924 blev hun udnævnt til solodanserinde og giftede sig med den noget ældre Johannes Poulsen, med hvem hun skulle få et spændende teatersamarbejde. Ulla Poulsen blev efterfølgende gift på sin nye mands - baron Otto Rosenørn-Lehns - 30 års fødselsdag den 4. nov 1939 og ægteskabet blev senere opløst, hvorefter hun blev gift med en hotelejer.

## Biografi
Sammen med sin mand forlod hun i 1927 Det Kongelige Teater for at turnere rundt i Europa og USA med skuespil og dans. Efter at være blevet ansat ved Det Kongelige Teater igen i 1931 dansede hun hovedparti i et væld af balletter, blandt andre Sylfiden og Den lille Havfrue. Hun havde også roller som Titania i En skærsommernatsdrøm, Anitra i Peer Gynt og Agnete i Elverhøj. Sideløbende med sin balletkarriere var hun teaterskuespillerinde, og hun medvirkede i spillefilmene Den kloge mand og Balletten danser samt i sidste afsnit af tv-serien Matador som Mammy, mor til Maude og Elisabeth. I 1934 modtog hun Ingenio et arti af kong Christian X.
Efter at hendes mand var død, forlod hun endegyldigt teateret i 1939 og giftede sig samme år med sekondløjtnant i Livgarden, hofjægermester, senere kammerherre Christian Carl Otto Rosenørn-Lehn, lensbaron til Orebygård og Berritzgård godser. Ægteskabet blev opløst i 1943. Ulla Poulsen Skou etablerede herefter sine egne danseskoler i København og Aalborg. Desuden har hun i årene efter udgivet flere bøger og lavet skulpturer af metaltråde.
I 1947 giftede hun sig for tredje gang, denne gang med hotelejer Helge Nordahl Skou, med hvem hun drev Hotel Phønix i Aalborg. Ulla Poulsen Skou døde i 2001, knapt 96 år gammel, og er begravet på Almen Kirkegård i Aalborg.

## Hædersbevisninger
- 1934: Ingenio et arti
- 1938: Tagea Brandts Rejselegat